# Gassino Torinese
Gassino Torinese és un comune (municipi) de la ciutat metropolitana de Torí, a la regió italiana del Piemont, situat a uns 12 quilòmetres al nord-est de Torí. A 1 de gener de 2019 la seva població era de 9.559 habitants.
Gassino Torinese limita amb els següents municipis: Settimo Torinese, San Raffaele Cimena, Rivalba, Castiglione Torinese, Sciolze, Pavarolo i Montaldo Torinese.